# Uhlenbach (Selke)
Der Uhlenbach, im Oberlauf kleiner Uhlenbach ist ein linker Nebenfluss der Selke im Unterharz in Sachsen-Anhalt.

## Verlauf
Oberlauf

Der Uhlenbach wird aus einem System kleiner und kleinster Bäche gespeist, die teils einer festgelegten Quelle, teils einem Quellgebiet entspringen. Als eigentlicher Ursprung des, anfangs noch Kleiner Uhlenbach genannten, Baches gilt ein Quellgebiet zwischen Friedrichsbrunner Gondelteich und Friedrichsbrunn, wo sich zwei Hauptarme bilden. Wenige hundert Meter vor dem Gondelteich mündet ein weiterer Bach rechtsseitig in den Kleinen Uhlenbach. Kurz danach wird dieser im Oberlauf durch den durchgeflossenen Friedrichsbrunner Gondelteich aufgestaut, den er südwestlich fließend wieder verlässt. Nach dem Auftreffen auf eine 461 m hohe Erhebung knickt der Bach fast rechtwinklig nach Südosten ab.
Der Bach fließt im weiteren Verlauf am linksseitigen, 469,1 m hohen Uhlenstein vorbei. Etwas flussabwärts mündet ein aus mehreren Armen entspringender Bach in den Kleinen Uhlenbach. Im Unterlauf knickt dieser nach Südwesten ab. Gleichzeitig mündet ein weiterer Bach und für eine kurze Strecke teilt sich der Kleine Uhlenbach in mehrere Arme, die nach etwas der Hälfte des verbleibenden Flusslaufes wieder zusammenfließen.
Unterlauf

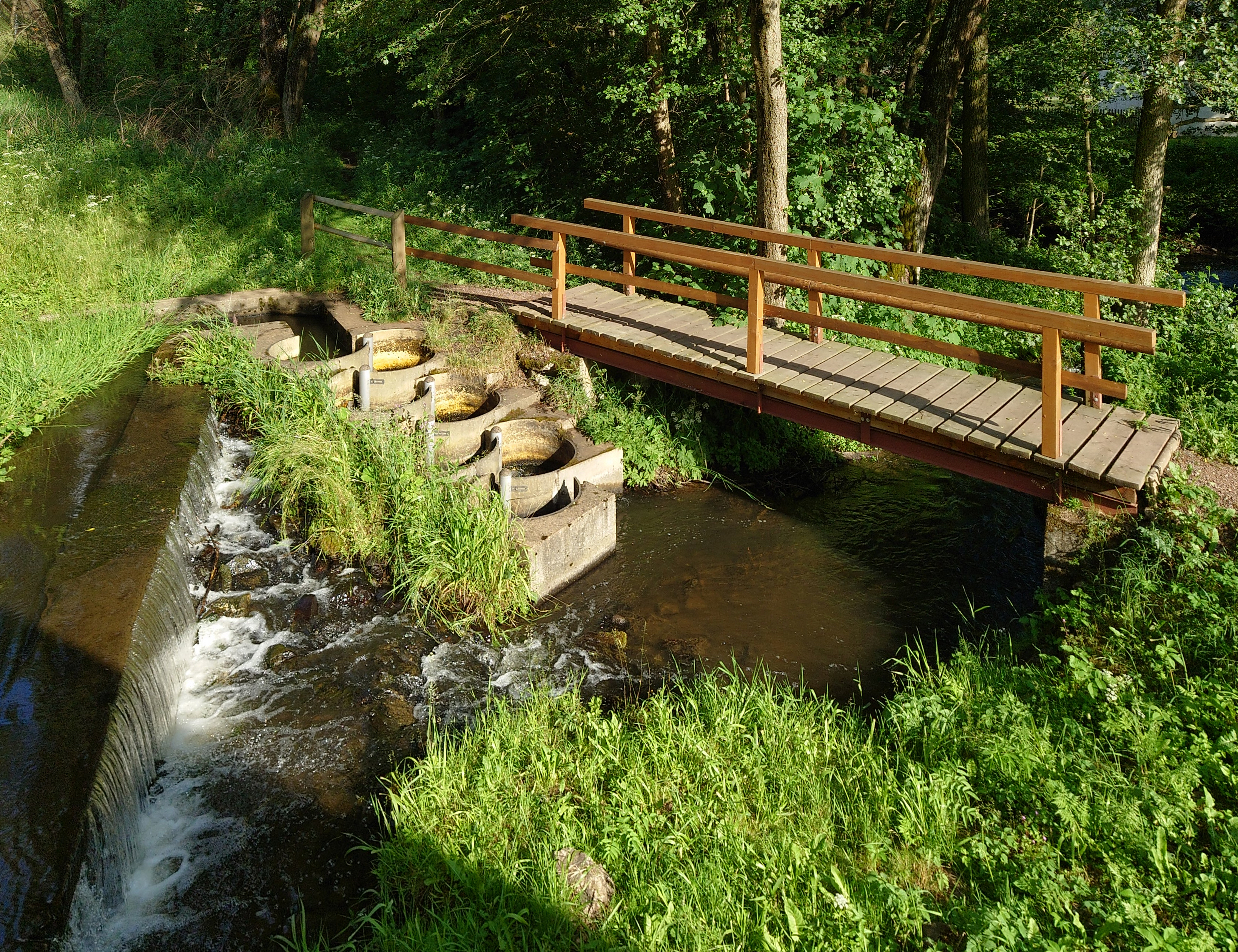
Fischtreppe und Sohlgleite am Unterlauf des Uhlenbachs

In der Nähe der Burg Erichsberg mündet der Große Uhlenbach rechtsseitig in einen kleinen Stauteich am Forsthaus Uhlenstein, der den Gebirgsbach Kleiner Uhlenbach aufstaut. Von hier ab heißt der Bach nur noch Uhlenbach. Dieser ist Bestandteil des Fließgewässerprogramms des Landes.
Der Bach fließt weiter durch das Uhlenbachtal. Im Verlauf mündet der Schäferbach in den Uhlenbach. Hinter dem Bahnhof Silberhütte kreuzt der Uhlenbach die Selketalbahn, wo eine Fischtreppe und Sohlgleite gebaut wurde. Kurz darauf mündet der Bach bei Silberhütte an Fließkilometer 52,0 linksseitig in die Selke.

## Unfälle
Am Uhlenbach kam es in den letzten Jahren mehrfach zum Fischsterben.
So wurde am 29. September 2006 der Ablauf des Brachmannsberger Teichs mit einer Stahlplatte zum Aufstauen des Teichs unterbrochen. Dadurch fiel der Uhlenbach auf mehreren km Länge trocken. In der Folge kam es zu einem Fischsterben.
Am 31. August 2008 kam es durch eine Havarie an der Reinigungsanlage in Straßberg kam es auf ca. 1,2 km Länge erneut zu einem Fischsterben im Uhlenbach und nach der Einmündung in diese, auch in der Selke. Die Zone des Fischsterben erreichte in der Selke noch einmal etwa 2,2 Kilometern Länge.

## Etymologie
Der Name des Baches rührt vom Mittelhochdeutschen Wort Ule her. Dies bezeichnet die Eule.